# مرلین پراپرتیز
مرلین پراپرتیز (انگلیسی: Merlin Properties) شرکت املاک اسپانیایی است، که در سال ۲۰۱۴ تأسیس شد.